# The Get Up Kids
The Get Up Kids jsou americká rocková skupina z Kansas City v Missouri. Skupina byla založena v roce 1995 a v polovině 90. let hrála především emo, je také nazývána „druhou vlnou emo hudby". Když začínali být úspěšní, začali cestovat s kapelami jako Green Day a Weezer. Nakonec se vydali na mezinárodní turné po Japonsku a Evropě. Založili hudební vydavatelství Heroes & Villains Records a indierockové Vagrant Records. Zatímco The Get Up Kids začínali vydávat svá vlastní alba, sloužili jako odrazový můstek pro několik vedlejších projektů, jako jsou The New Amsterdams a Reggie and the Full Effect.